# Oscar scientifico o tecnico
L'Oscar scientifico o tecnico (Academy Scientific and Technical Award) è un premio istituito dalla Academy of Motion Picture Arts and Sciences a partire dalla 4ª edizione della cerimonia di premiazione degli Oscar «per onorare gli uomini, le donne e le imprese le cui scoperte e le innovazioni hanno contribuito in modo significativo, eccezionale e duraturo alla produzione dei film»
È un premio diviso in tre categorie. Inizialmente le categorie erano chiamate
1. Classe I: Per le conquiste fondamentali che influenzano il progresso del settore nel suo complesso (Class I: For basic achievements which influence the advancement of the industry as a whole)
2. Classe II: Per l'alto livello di ingegneria o al valore tecnico (Class II: For high level of engineering or technical merit)
3. Classe III: Per le realizzazioni che sono preziosi contributi al progresso del settore (Class III: For accomplishments which are valuable contributions to the progress of the industry)

A partire dalla 51ª edizione le tre classi vennero rinominate rispettivamente nel seguente modo:
1. Oscar al merito (Academy Award of Merit)
2. Oscar al merito tecnico-scientifico (Scientific and Engineering Award)
3. Oscar alla tecnica (Technical Achievement Award)

I premi consistono rispettivamente in
1. una statuetta Oscar
2. una targa in bronzo
3. un attestato

Per questi premi non sono comunicate le nomination ma si comunicano direttamente i vincitori. Per ogni categoria ci può essere più di un premiato.
Dal 1977 la cerimonia viene tenuta in anticipo rispetto alla cerimonia ufficiale dei premi Oscar e in luoghi diversi.
Attualmente la cerimonia viene tenuta durante una cena, circa due settimane prima dell'evento principale.